# Rueleja
Rueleja (Ruehleia bedheimensis) – rodzaj zauropodomorfa z infrarzędu prozauropodów, żyjącego w triasie (ok. 218-211 mln lat temu) na terenach obecnych Niemiec. Długość ciała wynosiła ok. 8 m, wysokość ok. 3, masa ciała ok. 4 t.; nazwa została nadana na cześć niemieckiego paleontologa Hugo Ruehle.